# Toroni (Gemeindebezirk)
Toroni (griechisch Τορώνη (f. sg.); offizielle Bezeichnung Dimotiki Enotita Toronis Δημοτική Ενότητα Τορώνης) ist der südliche Gemeindebezirk der Gemeinde Sithonia auf der Halbinsel Chalkidiki in der griechischen Region Zentralmakedonien. Von 1997 bis 2010 war Toroni eine selbständige Gemeinde mit dem Verwaltungssitz in der Ortschaft Sykia. Die bis 1997 eigenständigen Gemeinden Sarti mit dem Dorf Toroni und Sykia bilden heute Ortschaften. Der Name Toroni wurde in Anlehnung an die antike Stadt Toroni gewählt, deren Herrschaftsgebiet zeitweilig in etwa dem heutigen Gemeindegebiet entsprach.
Zur Verwaltungsgliederung siehe den Artikel zur heutigen Gemeinde.
Die kleine Siedlung Tristinika, die sich nördlich von Toroni befindet, wird in den offiziellen Daten der Volkszählung nicht aufgeführt.

## Bildergalerie

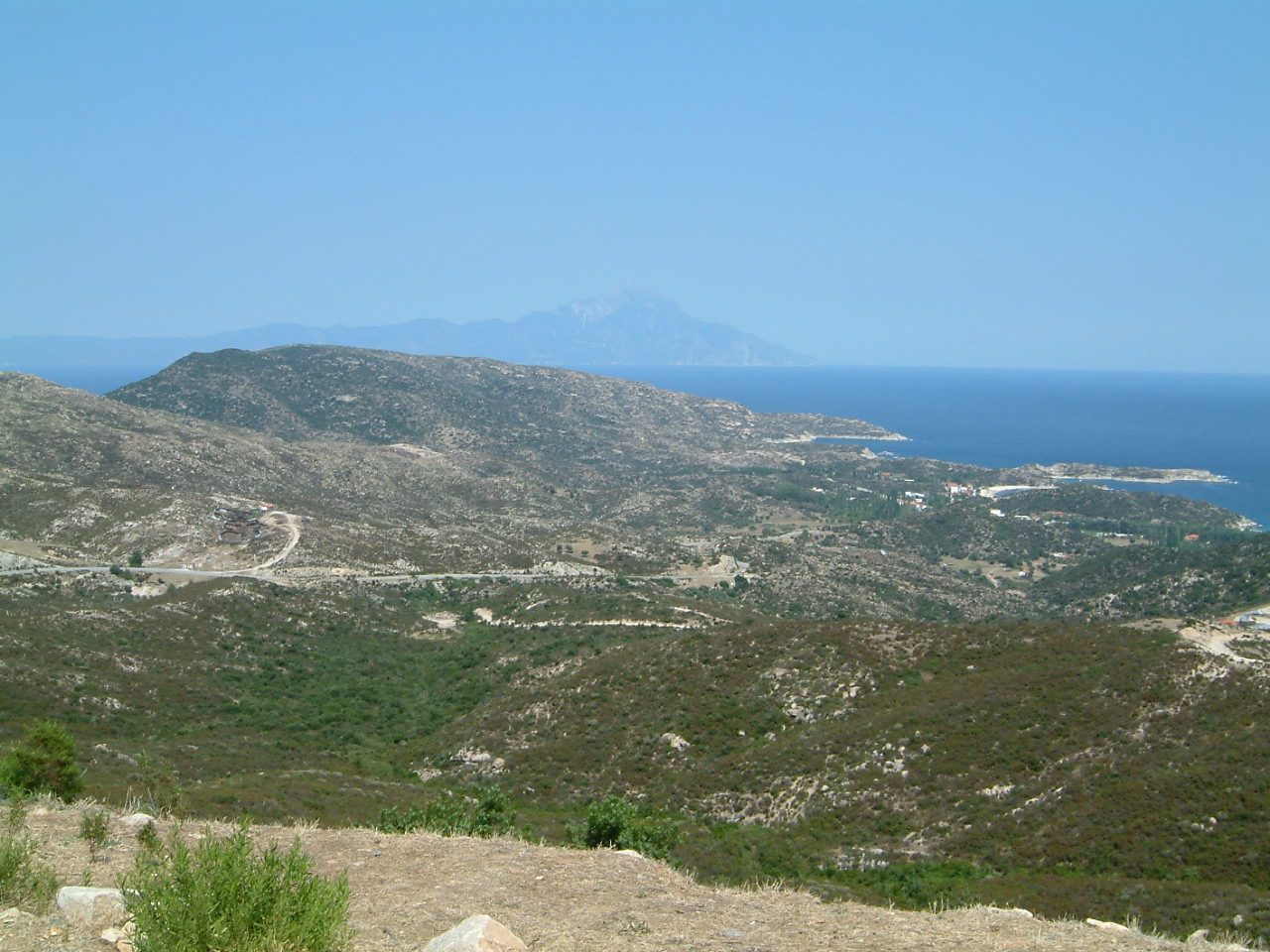
Blick auf die Landschaft Kriaritsi im Gemeindebezirk Sykia
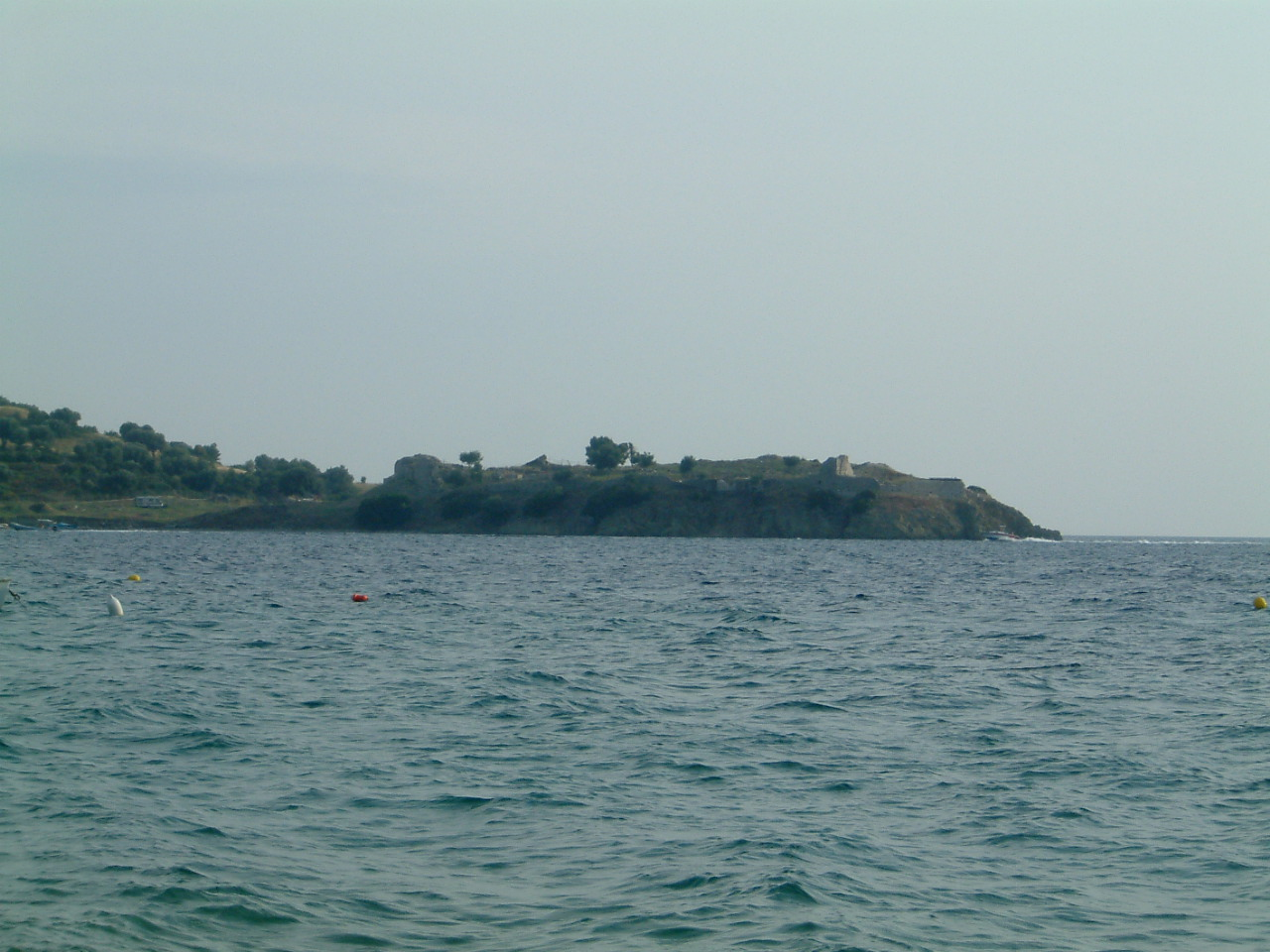
Blick auf die Halbinsel Lekythos mit Überresten der antiken Stadt Toroni, Gemeindebezirk Sykia
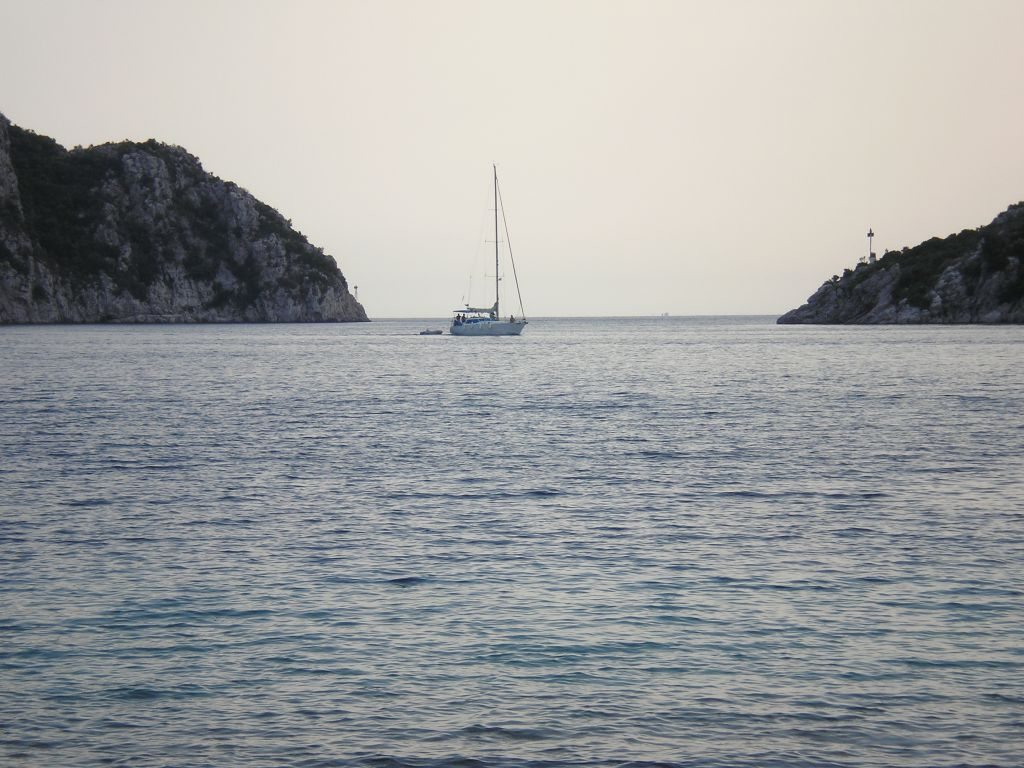
Einfahrt zum Naturhafen Porto Koufo im Gemeindebezirk Sykia
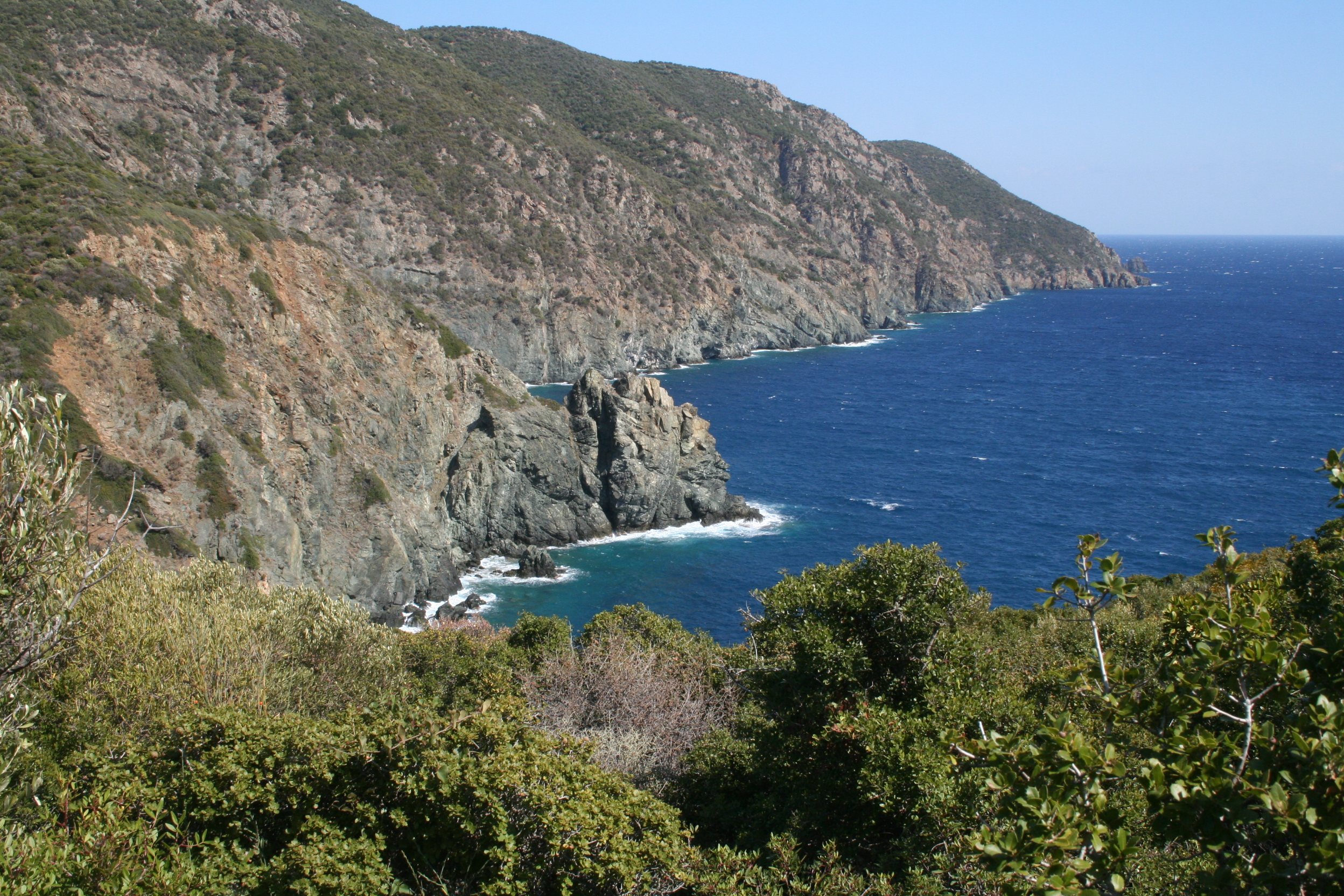
An den Klippen südöstlich von Porto Koufo
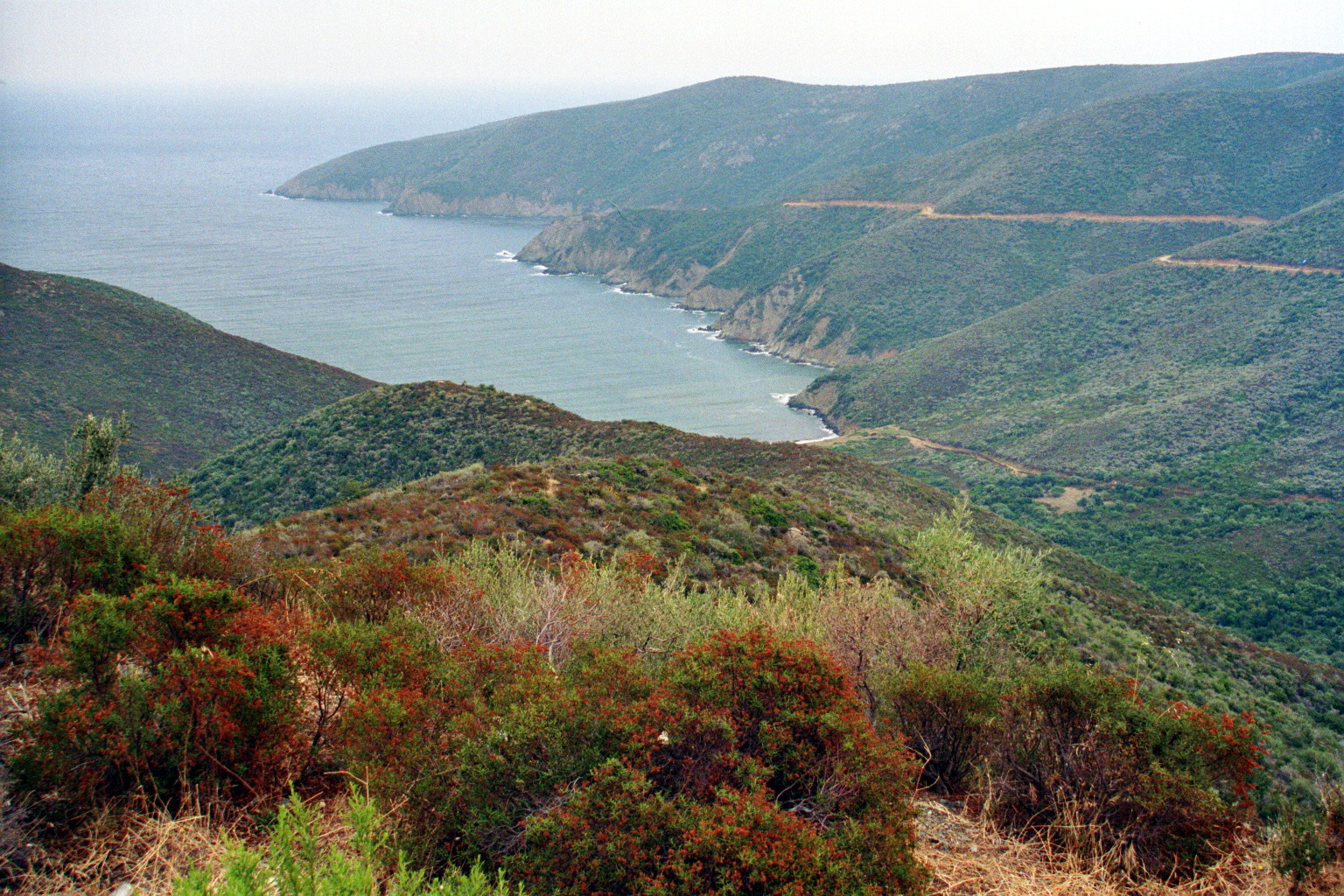
Blick auf die Bucht vom Beach Ambelos
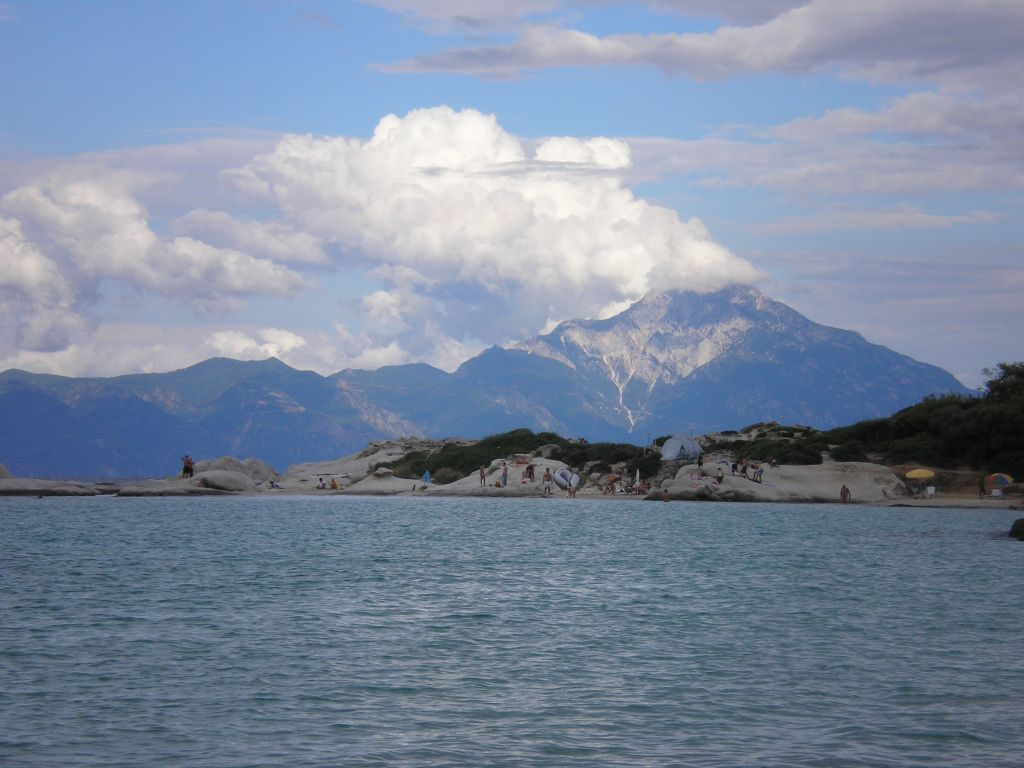
Blick auf den Berg Athos vom Kavourotrypes Strand, Gemeindebezirk Sykia
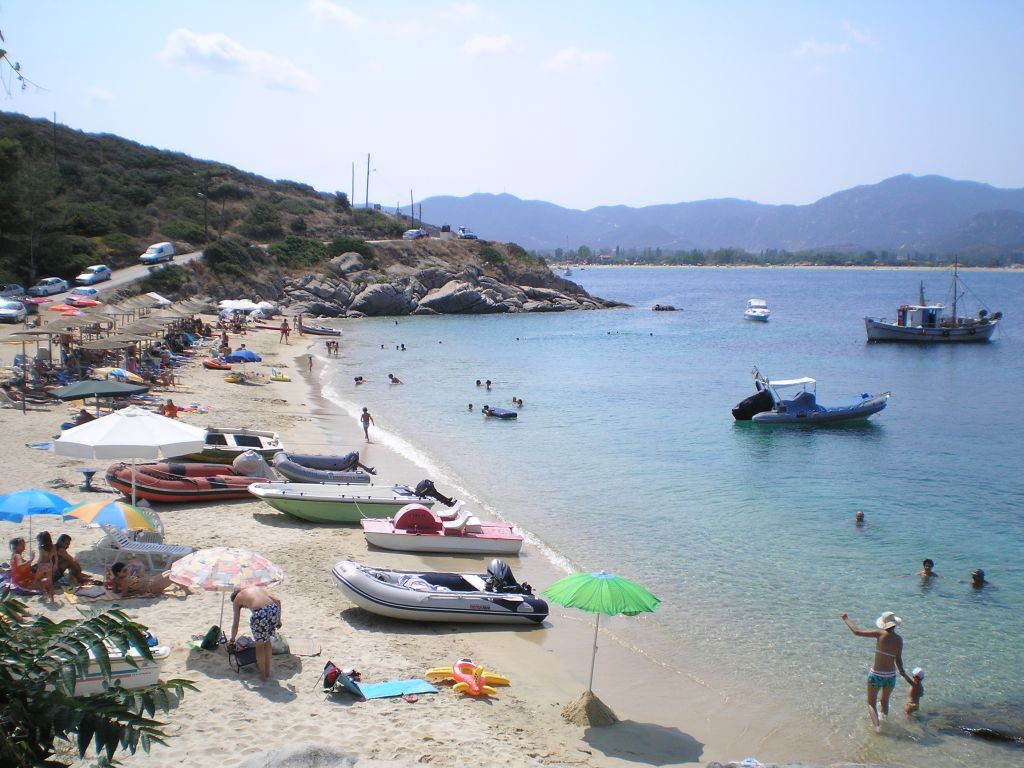
Strand Tourkolimano in der Nähe von Sykia
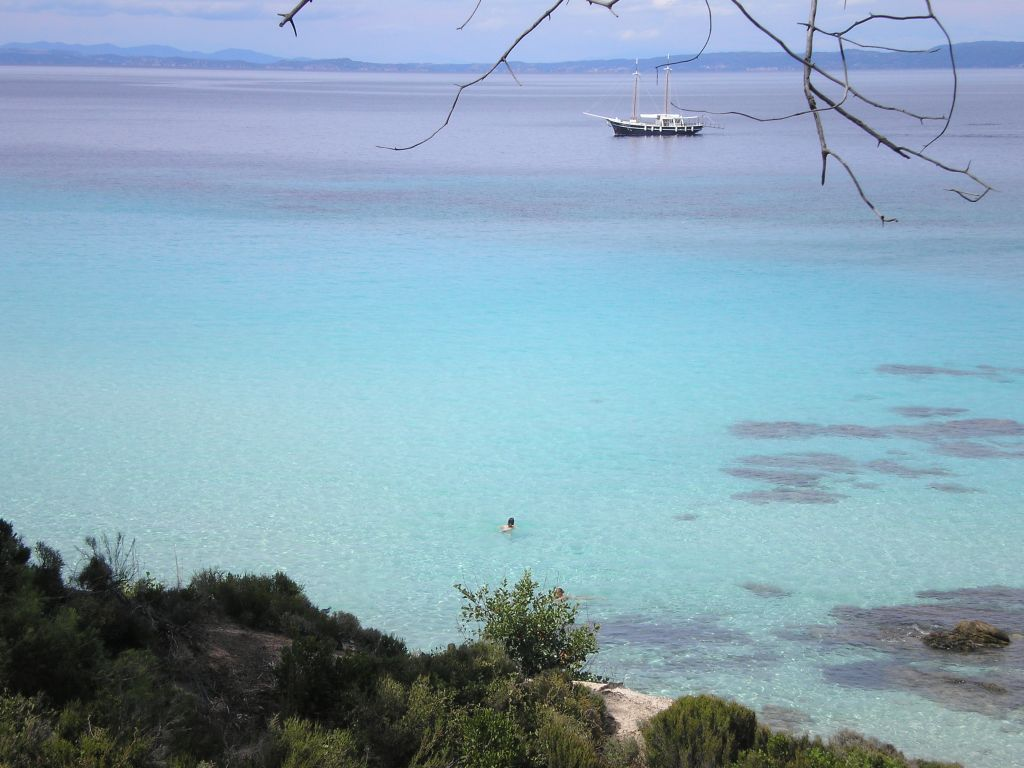
Kavourotrypes Strand, Sykia